# Castello di Zerzevan
Il castello di Zerzevan si trova nella provincia turca di Diyarbakır, nel distretto di Çınar e si estende su una superficie di quasi 56.000 mq.

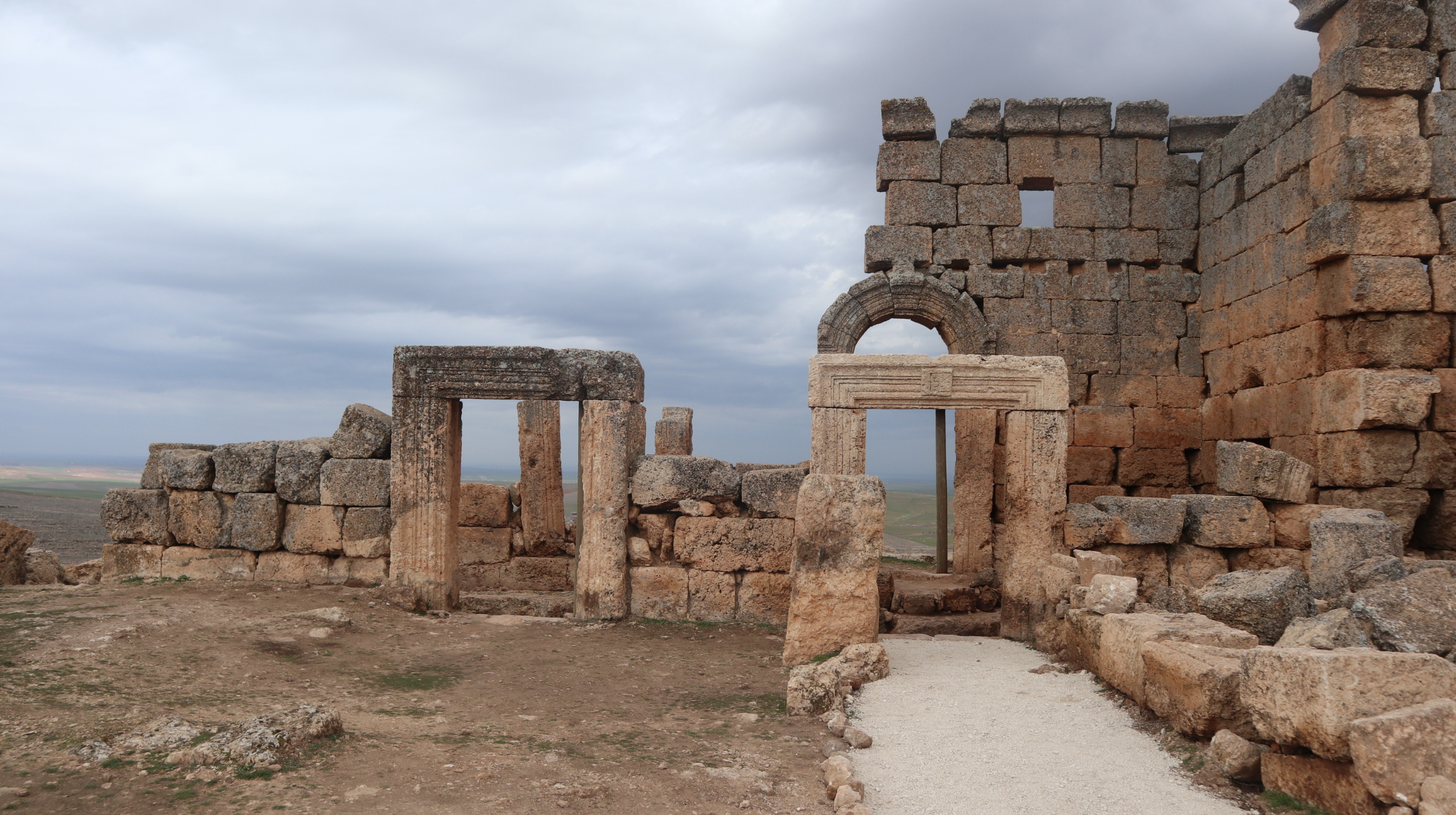
Castello di Zerzevan

## Storia
Il castello era originariamente un insediamento romano e rappresentava un presidio militare strategico grazie alla sua posizione dominante rispetto alla valle e alla rotta commerciale tra Amida e Dara, da Edessa a Nisibis.
La presenza di tale insediamento viene fatta risalire al periodo assiro (882 - 611 a.C.) con fini sia commerciali che militari. Esso è localizzato sulla rotta che, a partire dal periodo persiano (550 - 331 a.C.), prende il nome di "Strada reale" e attraversa Iran, Iraq e Turchia. Tale rotta ebbe una grande importanza nell'espansione dell'Impero Romano verso est e dei Sassanidi verso ovest da cui il castello venne catturato nel 639 a.C.. Le mura e gli edifici vennero restaurati da Anastasio I e Giustiniano I.
Il castello entrò a far parte del Patrimonio dell'umanità dell'UNESCO nel 2020. Nonostante gli scavi siano iniziati nel 2014, al momento solo circa il 10% del sito è stato indagato.

## Reperti

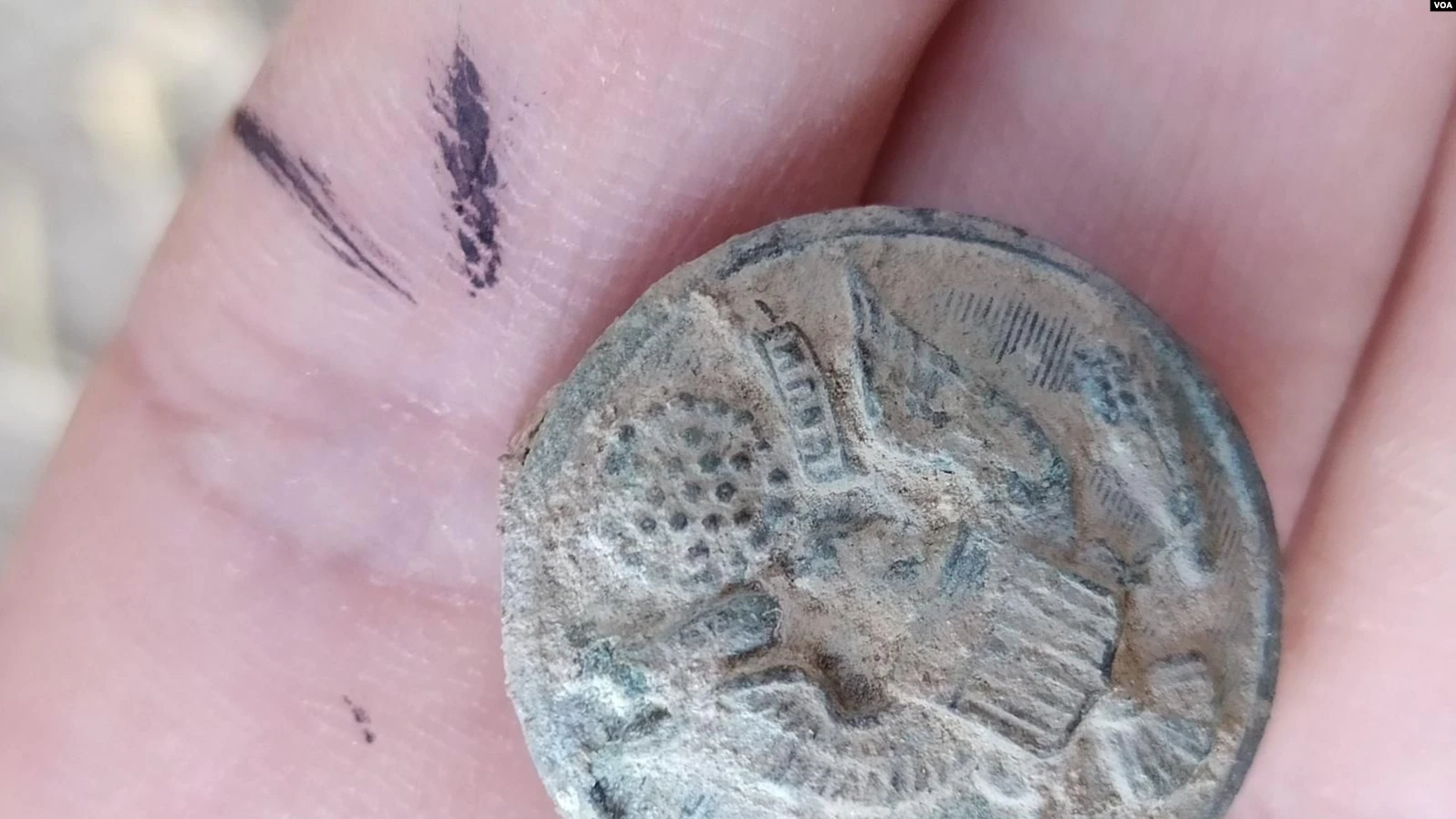
Reperto ritrovato al castello di Zerzevan

I manufatti ritrovati nel sito forniscono importanti informazioni sui soldati romani, la vita quotidiana della gente comune e le battaglie tra l'impero romano e l'impero sasanide che si sono svolte nell'area. Nel 2023, l'archeologo Aytac Coskun e il suo team hanno riportato alla luce una chiesa sotterranea, un canale dell'acqua lungo diverse miglia e una collezione di oggetti vari che include un altare di roccia, una vaschetta battesimale romana in bronzo ornato e un timbro assiro intagliato che si ritiene avere oltre 3.000 anni.

## Architettura
Tra i manufatti architettonici vanno menzionati:
- le mura (alte 19,5 m e lunghe quasi 1.200 m)
- la torre d'avvistamento e difensiva
- le chiese
- edifici amministrativi
- l'arsenale
- varie cisterne d'acqua
- la necropoli con tombe di roccia e a volta
- il Mithraeum

Secondo una stima degli archeologi la struttura era in grado di ospitare 1.500 persone in tempo di pace e oltre 10.000 durante la guerra.

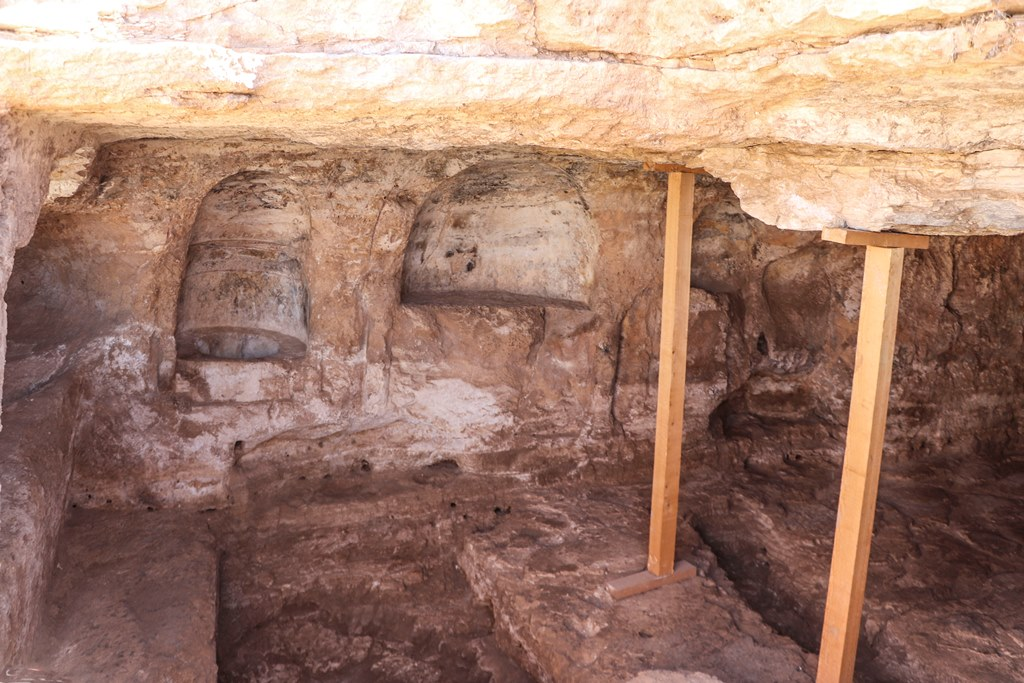
Mithraeum

### Mithraeum
È la più importante costruzione all'interno del castello. Venne costruito nella zona nord dell'insediamento scavando la roccia sottostante. All'entrata della struttura sono tuttora visibili iscrizioni e simboli. Sul muro occidentale sono state intagliate delle colonne nella roccia con due larghe nicchie nel mezzo e due nicchie più piccole sui lati. Nel mezzo della nicchia più grande è presente una placca su cui è intagliata una scena raffigurante il sacrificio di un toro.
Tra le due colonne sono ancora visibili residui di colore, probabilmente riconducibili ai simboli di venerazione di Mitra a cui il luogo è dedicato. La figura di un toro è anche intagliata in una vaschetta per il sangue presente in una delle nicchie più piccole che risulta collegata ad una pozza sul pavimento attraverso una fenditura nel muro. Sempre legati al sacrificio animale presente nel culto di Mitra, sono ancora visibili quattro punti simmetrici sul soffitto a cui venivano appesi gli animali durante le cerimonie.